# Номенклатура боєприпасів до РСЗВ «Град»
Номенклатура боєприпасів до РСЗВ «Град» — за час існування РСЗВ БМ-21 «Град» був створений широкий перелік різноманітних боєприпасів. Нижче наведений частковий огляд деяких з них.
Попри однаковий калібр, не всі боєприпаси сумісні зі всіма системами типу БМ-21 «Град» та створених на її основі системах та модернізованих варіантах. Наприклад, переносний варіант, 9П132 «Град-П» потребує спеціальний снаряд 9М22М, який може бути використаний і для звичайного «Граду» але не навпаки.

## Реактивні снаряди радянського та російського виробництва
Основні снаряди радянського та російського виробництва:
- Осколково-фугасні:
  - 9М22У — основний реактивний снаряд РСЗВ «Град».
  - 9М28Ф
  - 9М53Ф — Має відокремлювану бойову частину, що спускається на парашуті. Створений для РСЗВ 9К59 «Пріма», також може бути використаний модернізованою РСЗВ 9К51М «Торнадо-Г».
  - 9М521 — Має підвищену потужність та максимальну дальність стрільби, створений спеціально для модернізованої РСЗВ 9К51М «Торнадо-Г».
  - 9М522 — Має відокремлювану головну частину. Як і 9М521 має поліпшені характеристики, створений для РСЗВ 9К51М «Торнадо-Г».
- Касетні:
  - 3М16 — з головною частиною для дистанційного встановлення протипіхотних мін;
  - 9М28К — з головною частиною для дистанційного встановлення протитанкових мін;
  - 9М217 — з головною частиною та самонавідними бойовими елементами;
  - 9М218 — з головною частиною з кумулятивно-осколковими бойовими елементами.
- Інші:
  - 9M21 — хімічний;
  - 9М22С — запалювальний;
  - 9М28Д — агітаційний;
  - 9М42 — освітлювальний;
  - 9М43 — димовий;
  - 9М519-1…7 — комплект з 7 снарядів для створення радіоперешкод;

### 9М22
Також має позначення М-21ОФ та М-21Ф, індекс 9М22, таблиці стрільб ТС-74 створений в НДІ-147 (нині НВО «Сплав»). Був першим, та деякий час єдиним снарядом для РСЗВ «Град».
Осколково-фугасний реактивний снаряд М-21ОФ призначений для знищення та придушення живої сили та техніки супротивника в районах зосередження, артилерійських та мінометних батарей, для руйнування укріплень, опорних пунктів та вузлів спротиву супротивника.
На реактивному снаряді встановлені лопаті стабілізатора, що надають йому обертального руху під час польоту. Для поліпшення купчатості бою на головну частину снаряду надягають спеціальні гальмівні кільця: мале — при дальності стрільби 12-15,9 км, великі — при дальності менше 12 км.
Корпус реактивного двигуна досить довгий, тому він зроблений з двох циліндричних секцій.
Сопловий блок має одне центральне сопло та шість периферійних.
В снаряді використаний головний підривач ударної дії МРВ (МРВ-У). Підривач має три позиції: миттєвої дії, малої, та великої затримки. Бойова частина 9Н22/9Н51 має 6,4 кг вибухової речовини ТГАФ-5 та утворює 3920 наперед сформованих осколків. Боєголовка має подвійну оболонку, внутрішня утворює 1640 осколків масою 2,4 г, зовнішній шар має не глибокі насічки та має утворити додатково 2280 осколків масою 2,9 г. Реактивний двигун містить 20,5 кг ракетного палива.
На базі снаряду 9М22 створений осколково-хімічний снаряд 9М23 «Лейка».
ТТХ
- Маса: 66 кг
- Маса боєголовки: 18,4 кг
- Довжина: 2870 мм
- Кількість осколків:
  - готових (2.4 г): 1640
  - частково підготовлених (близько 2,9 г) 2280
- Максимальна дальність: 5…20,4 км

### 9М22М

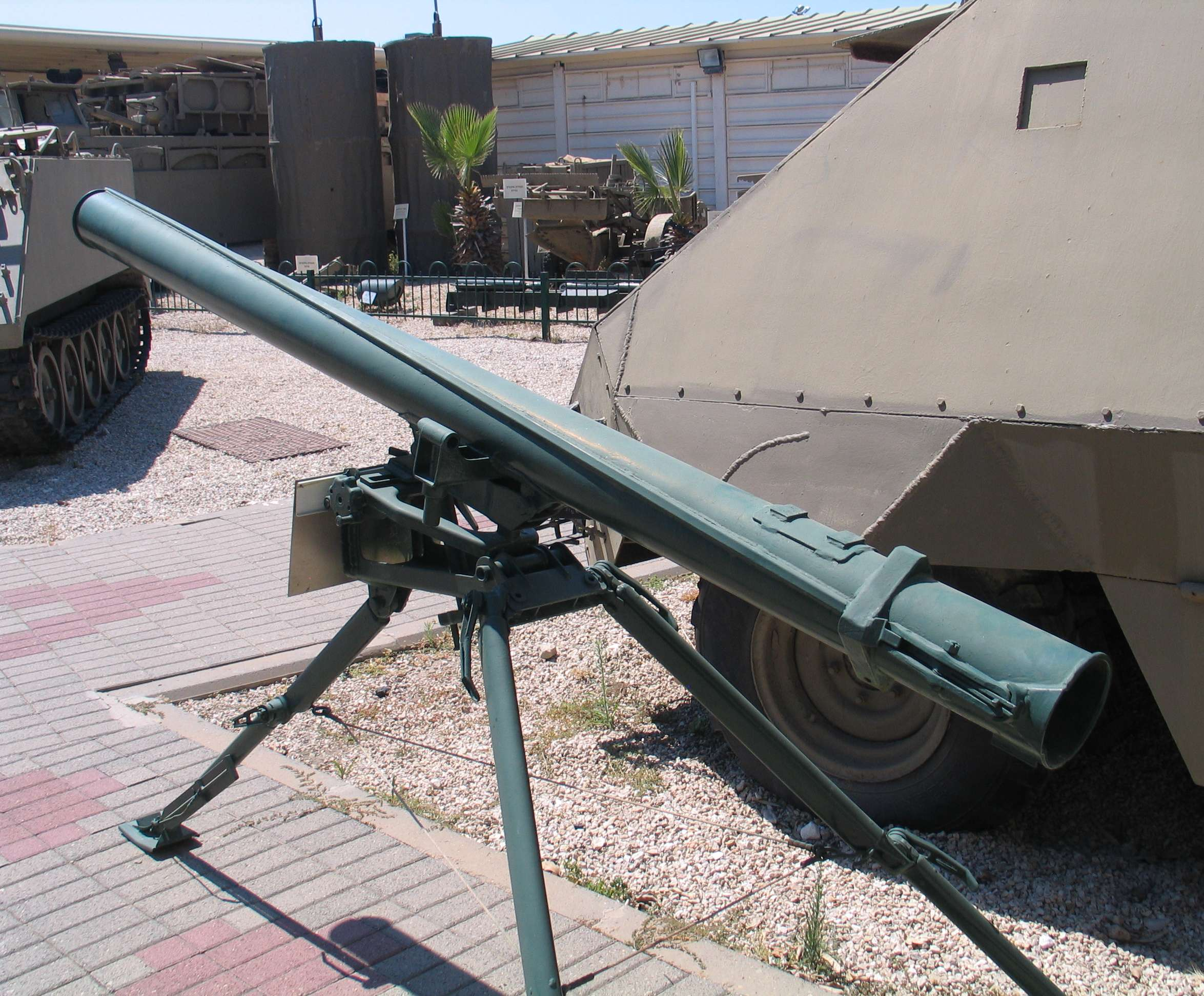
9П132 «Град-П»

Реактивний снаряд 9М22М призначений для стрільби з переносної системи 9П132 «Град-П», однак може бути використаний і зі звичайною пусковою установкою 9П132. Він коротший за 9М22 та має масу 46 кг. Головна частина має масу 18,4 кг та містить 6,58 кг вибухівки ТГАФ-5. Максимальна дальність не перевищує 11 км, але був створений варіант 9М22МД з додатковим реактивним двигуном, здатний сягати відстані 15 км.
ТТХ
- Маса 46 кг
- Маса боєголовки: 18,4 кг
- Довжина: 1930 мм
- Кількість осколків:
  - готових (2,4 г): 1640
  - частково підготовлених (близько 2,9 г): 2280
- Максимальна дальність: 2…10,8 км

### 9М22У
9М22У — модернізована версія осколково-фугасного реактивного снаряду 9М22 (М-21ОФ). Створений в НДІ-147 (НВО «Сплав»). Має модернізований реактивний двигун з паливом РСТ-4К та бойову частину 9Н22У.
При вибуху головна частина викидає 1640 осколків заданої подрібненості (масою 2,4 г) та 2280 від корпуса (середньою масою 2,9 г). Таким чином, теоретично снаряд має викинути 3920 осколків, на практиці ж маса, розміри, та кількість випущених осколків може відрізнятись — через неможливість повного контролю за перебігом та впливом детонації на корпус снаряда. Повний залп — 40 реактивних снарядів, таким чином, призводить до детонації 256 кг вибухової речовини та викидання близько 156 800 осколків різної маси. Спершу була використана вибухова речовина ТГАФ-5, згодом замінена на А-IX-2.
ТТХ
- Маса: 66,6 кг
- Маса боєголовки: 18,4 кг
- Довжина: 2870 мм
- Кількість осколків:
  - готових (2,4 г): 1640
  - частково підготовлених (близько 2,9 г): 2280
- Максимальна дальність: 5…20,4 км

### 9М28Ф
Реактивний снаряд 9М28Ф був створений в 1970-ті, має потужніший двигуна та потужнішу головну частину 9Н55 з 6,02 кг вибухівки А-IX-2.
ТТХ
- Маса: 56.5 кг
- Маса боєголовки: 21 кг
- Довжина: 2270 мм
- Кількість осколків:
  - сформованих (5.5 г): 1000
  - частково підготовлених (3.0 г): 2440
- Максимальна дальність: до 15 км

### 9М53Ф
Основна відмінність реактивного снаряду 9М53Ф від 9М22У полягає у відокремлюваній головній частині. Головна частина 9М53Ф відокремлюється від двигуна над ціллю та стабілізується невеликим парашутом. Багатофункційний підривач 9Э260 може працювати як на контакт, так і на задану відстань від землі. Завдяки вертикальному положенню боєголовки, при підриві утворюється 2450 готових осколків, які розлітаються майже циліндрично.
ТТХ
- Маса: 70 кг
- Маса боєголовки: 26 кг
- Довжина: 3037 мм
- Кількість осколків:
  - готових: 2450
- Максимальна дальність: 5…20.5 км

### 9М521
Реактивний снаряд 9М521 має максимальну дальність 40 км. Головна частина має масу 21 кг. Виробник стверджує, що боєголовка вдвічі потужніша за боєголовку снаряду 9М22У.
ТТХ
- Маса: 66 кг
- Маса боєголовки: 21 кг
- Довжина: 2840 мм
- Кількість осколків:
  - готових (5.5 г): 1000
  - частково підготовлених (близько 3.0 г): 2440
- Максимальна дальність: до 40 км

### 9М522
Подібно до 9М53Ф, головна частина снаряду 9М522 відокремлювана, однак максимальна дальність снаряду майже вдвічі більша. Головна частина має масу 25 кг та за твердженням виробника вшестеро ефективніша за боєголовку снаряда 9М22У.
ТТХ
- Маса: 70 кг
- Маса боєголовки: 25 кг
- Довжина: 3037 мм
- Кількість осколків:
  - готових (0,78 г): 1800
  - готових (5,5 г): 690
  - частково підготовлених (близько 7,5 г): 1210
- Максимальна дальність: до 37,5 км

### 9М22С
На базі осколково-фугасного 9М22У снаряда 1971 НВО «Сплав» був створений запалювальний снаряд М-21З (9М22С). Основна відмінність від базового снаряда — встановлення запалювальної бойової частини.
Реактивний снаряд 9М22С має бойову частину 9Н510 яка містить 180 готових запалювальних елементів. Основним призначенням снаряду є підпал пожежі на великій площі з рослинністю або іншим горючим матеріалом. Запалювальні елементи виготовлені з магнієвого сплаву МЛ-5, мають форму шестигранної призми, заповнені піротехнічною сумішшю. Тривалість горіння кожного елемента становить не менше 2 хв.
ТТХ
- Маса: 65,615 кг
- Маса боєголовки: 17,8 кг
- Довжина: 2970 мм
- Кількість запалювальних елементів: 180
- Детонатор: контактний або таймер (зазвичай ТМ-120 або ГДТ-90)
- Маса детонатора:
  - ТМ-120 — 0,97 кг,
  - ГДТ-90 — 0,95 кг
- Максимальна дальність: 19,89 км

## Снаряди виробництва України

### 9М221Ф «Тайфун-1»
В березні 2019 року на виставці «Зброя та безпека 2019» КБ «Південне» було представлено реактивний снаряд 9М221Ф «Тайфун-1». Цей снаряд має аналогічну звичайному 9М22 осколково-фугасну бойову частину масою 18,4 кг, проте вдвічі більшу максимальну дальність (40 км замість 20). Наприкінці 2019 року, з повідомлення пресслужби КБ «Південне» стало відомо, що випробування реактивних снарядів системи залпового вогню «Тайфун-1» вже розпочато. На базі «Тайфун-1» йде розробка керованого снаряду «Тайфун-1М», а також модернізовані версії принципово нових реактивних систем залпового вогню «Тайфун-2» і «Тайфун-4».
Окрім ДП «КБ „Південне“» до розробки залучено Павлоградський механічний завод, ДП «ВО „Південний машинобудівний завод“», ДП «НВО „Павлоградський хімічний завод“», ДП «НВК „Фотоприлад“», ДП «Державний науково-дослідний інститут хімічних продуктів» та інших виконавців.
В середині 2019 року відбулись перші випробувальні пуски дослідних зразків реактивних снарядів «Тайфун-1» на мінімальну дальність у 5 км.
29 квітня 2020 року на Одещині (Державний випробувальний полігон «Алібей») відбувся другий етап попередніх випробувань 122-мм реактивних снарядів «Тайфун-1» з пусками на максимальну дальність — 40 км.
В травні 2021 року на «Ширлані» (235 Міжвидовому центрі підготовки військових частин та підрозділів) відбувся наступний етап випробувань нових снарядів. Для отримання у режимі реального часу телеметричної інформації з борту реактивних снарядів, під час їхнього польоту задіяли наземний мобільний вимірювальний пункт, що також створений ДП «КБ „Південне“». За результатами випробувань було підтверджено середню дальність стрільби та купність влучання. В цілому, випробування були визнані успішними.
Наступний етап випробувань відбувся на «Широкому лані» 17-18 серпня 2021 року. Пуски пройшли успішно з виконанням всіх завдань випробувань.

## ТТХ снарядів різних виробників
РСЗВ «Град» може використовувати такі снаряди:
| Номенклатура боєприпасів        |           |                  |                     |             |                |                |                        |
| Індекс снаряду                  | Індекс БЧ | Маса снаряду, кг | Довжина снаряду, мм | Маса БЧ, кг | Маса ВР/ОР, кг | Тип підривника | Дальність стрільби, км |
| Осколково-фугасні               |           |                  |                     |             |                |                |                        |
| 9М22                            | 9Н51      | 65,72…66         | 2870                | 18,4        | 6,4            | контактний     | 5…20,4                 |
| 9М22У                           | 9Н51      | 66,6…66,78       | 2870                | 18,4        | 6,4            | контактний     | 5…20,4                 |
| 9М22У-1                         | 9Н51      | 66,6             | 2870                | 18,4        | 6,4            | контактний     | 5…20,4                 |
| 9М28Ф                           | 9Н55      | 56,5             | 2870                | 21          | 6,02           | контактний     | 4…15                   |
| 9М521                           |           | 66               | 2840                | 21          |                | електронний    | 15…40                  |
| 9М522                           |           | 70               | 3037                | 25          | 4,5            | електронний    | 8…37,5                 |
| M-21 OF                         |           | 66               | 2750                | 19,9        |                | контактний     | до 20,217              |
| Type 81 (осколково-фугасний)    |           | 60               |                     | 18,3        |                | контактний     | до 20                  |
| Type 81 (збільшеної дальності)  |           | 61               | 2757                |             |                | неконтактний   | до 30                  |
| Type 90A (осколково-фугасний)   |           | 61               | 2757                | 18,3        |                | контактний     | 12,7…32,7              |
| Rocket Steel Ball Shell         |           | 66,8             | 2870                | 19,25       | 6              | контактний     | до 20                  |
| Arash                           |           | 65               | 2815                | 18,38       |                | контактний     | до 21,5                |
| Noor                            |           | 45               | 2050                | 18,35       |                | контактний     | до 18                  |
| Long Range Rocket               |           | 72               | 3200                | 18          |                | контактний     | до 29                  |
| HE Yarmuk                       |           | 66               | 2875                | 20,4        | 6              | контактний     | до 20,58               |
| GRAD                            |           | 66,18            | 2753                |             |                | контактний     | до 20,13               |
| SPALL                           |           | 66,18            | 2753                |             |                | контактний     | до 20,13               |
| LR                              |           | 46,25            |                     | 12          | 6,4            | контактний     | до 12                  |
| EXP-122                         |           | 70,8             |                     | 20          |                | контактний     | до 24,6                |
| JROF                            |           | 65,8             | 2881                |             | 6,4            | контактний     |                        |
| JROF-K                          |           | 46,3             | 1932                |             | 6,4            | контактний     | до 11                  |
| Extended Range Artillery Rocket |           | 65,9             | 2900                | 18,4        |                | контактний     | 10…40                  |
| «Тайфун-1» 9М221Ф               |           |                  |                     | 18,4        |                |                | до 40                  |
| Касетні                         |           |                  |                     |             |                |                |                        |
| 3М16                            | 3М18      | 56,4             | 3019                | 21,6        | 5×0,14         | безконтактний  | 2,5…13,4               |
| 9М28К                           |           | 57,7             | 3019                | 22,8        | 3×1,85         | безконтактний  | 2,5…13,4               |
| 9М43                            |           | 56,5             | 2270                | 21          | 5×0,8          | безконтактний  | 5…20,1                 |
| 9М217                           |           | 70               | 3037                | 25          |                | електронний    | 8…30                   |
| 9М218                           |           | 70               | 3037                | 25          |                | електронний    | 8…30                   |
| Type 81 (з КОБЕ)                |           | 60,5             | 2927                | 18,3        |                | безконтактний  | до 20                  |
| Type 81 (з мінами)              |           | 60               |                     |             |                | безконтактний  | 7…15                   |
| Type 90A (касетний)             |           | 60,5             | 2927                | 19          |                | безконтактний  | до 32                  |
| Fadjr 6                         |           | 63               | 2830                | 32          |                | безконтактний  | 3,5…6                  |
| PLATAN                          |           | 75,1             | 3285                |             |                | безконтактний  | до 18                  |
| JRKK-G                          | AGAT      | 68               |                     |             |                | безконтактний  | 6,5…33                 |
| Trnovnik                        |           | 65,8             | 2780                | 14,85       |                | безконтактний  | 6,5…33                 |
| Керовані                        |           |                  |                     |             |                |                |                        |
| «Угроза-1М»                     |           | 66               | 2870                | 21          | 5,0            | контактний     | 1,6…42                 |
| «Тайфун-1М»                     |           |                  |                     | 18,4        |                |                | до 40                  |
| Запалювальні                    |           |                  |                     |             |                |                |                        |
| 9М22С                           | 9Н510     | 66               | 2970                | 17,8        | 5,94           | контактний     | 1,5…19,89              |
| 9М28С                           | 9Н510     | 53               | 2318                | 17,8        | 5,94           | контактний     | 1,65…15,07             |
| Агітаційні                      |           |                  |                     |             |                |                |                        |
| 9М28Д                           | 9Н511     | 52,3             | 2280                | 17          | 0,142          | безконтактний  | 1,65…15,42             |
| Освітлювальні                   |           |                  |                     |             |                |                |                        |
| 9М42                            |           | 27               | 1760                |             |                | безконтактний  | 1…5                    |
| Постановщик вад КХ/УКХ          |           |                  |                     |             |                |                |                        |
| 9М519(-1…7)                     |           | 66               | 3025                | 18,4        | —              | безконтактний  | 4,5…18,3               |
| Хімічні                         |           |                  |                     |             |                |                |                        |
| 9М23                            | 9Н56      | 66,7             |                     | 19,3        | 2,9            | безконтактний  | до 19                  |
| 9М23М                           | 9Н57      | 67               |                     | 19,3        | 3,1            | безконтактний  | до 20                  |
|                                 | 9Н58      |                  |                     |             | 3,075          | безконтактний  |                        |
| Навчальні                       |           |                  |                     |             |                |                |                        |
| 9М28ФУЧ-ТР                      | —         | 56,5             | 2870                | —           | —              | —              | 4…15                   |
| 9Ф839                           |           | 74,5             | 3370                |             | —              | —              | до 11                  |
| 9Ф839-1                         |           | 74,5             | 3370                |             | —              | —              | до 11                  |
| 9Ф839-2                         |           | 77,8             | 3378                |             | —              | —              | до 11                  |

## Виноски
1. ↑  Таблицы стрельбы осколочно-фугасными реактивными снарядами М-21ОФ. ТС-74, ТС-74М, ТС-74Б (вид. Изд-е 2-е). Воениздат МО СССР. 1975.
2. 1 2 3 4  Призначений для РСЗВ 9К51М, у складі 9К51 може бути використаний лише за наявності ручного встановлювача електронних підривачів.
3. ↑  Снаряд виробництва Болгарії.
4. ↑  Снаряд виробництва Китаю.
5. ↑  Снаряд виробництва Китаю.
6. ↑  Снаряд виробництва Китаю.
7. ↑  Снаряд виробництва Китаю.
8. ↑  Китайська копія снаряду 9М22 для поставок до Ірану.
9. ↑  Вкорочена модифікація снаряду Arash. Виробництво в Ірані.
10. ↑  Подовжена модифікація снаряду Arash. Виробництво в Ірані.
11. ↑  Снаряд виробництва Пакистану.
12. ↑  Снаряд виробництва Польщі.
13. ↑  Снаряд виробництва Польщі. Містить 6500 готових вражаючих елементів
14. ↑  Снаряд виробництва Словаччини. Головна касетна частина містить 56 бойових елементів по 280 грамів калібром 38 мм і бронепробивністю гомогенної сталевої броні 110…130 мм по нормалі.
15. ↑  Снаряд виробництва Словаччини. Модернізований варіант снаряду 9М22 зі збільшеною дальністю.
16. ↑  Снаряд виробництва Словаччини.
17. ↑  Снаряд виробництва Словаччини.
18. ↑  Снаряд виробництва Туреччини.
19. ↑  Снаряд виробництва КБ «Південне» (України).
20. ↑  Касетна головна частина містить 5 протипіхотних мін ПОМ-2.
21. ↑  Касетна головна частина містить 3 протитанкових міни ПТМ-3.
22. ↑  Касетна головна частина містить 5 димових елементів з червоним фосфором, що створюють димову завісу розмірами 1000×800 метрів, тривалістю до 5,3 хв.
23. ↑  Касетна головна частина містить 2 самонавідний кумулятивних бойових елементів з бронепробивністю 60…70 мм під кутом 30°.
24. ↑  Касетна головна частина містить 180 осколків та 45 кумулятивно-осколкових бойових елементів, що пробивають по нормалі гомогенну броню 100…120 мм завтовшки.
25. ↑  Снаряд виробництва Китаю. Головна касетна частина містить 39 бойових елементів Type 90 калібру 40 мм.
26. ↑  Снаряд виробництва Китаю. Головна касетна частина може містити протипіхотні або протитанкові міни.
27. ↑  Снаряд виробництва Китаю. Головна касетна частина містить 39 бойових елементів калібру 42,2&bnsp;мм, або невстановлену кількість мін діаметром 114 мм
28. ↑  Снаряд виробництва Ірану. Касетна головна частина містить 8 протитанкових або протипіхотних мін.
29. ↑  Снаряд виробництва Польщі. Касетна головна частина містить 5 протитанкових мін.
30. ↑  Снаряд виробництва Словаччини. Головна касетна частина містить 56 бойових елементів по 280 грамів калібру 38 мм та бронепробивністю гомогенної сталевої броні 110…130 мм по нормалі.
31. ↑  Снаряд виробництва Словаччини. Головна касетна частина містить 63 бойових елементів по 131 грам калібру 38 мм і бронепробивністю гомогенної сталевої броні 100 мм по нормалі.
32. ↑  Головна частина снаряду має лазерну голівку з комбінованою системою самонаведення на кінцевому відрізку траєкторії.
33. ↑  Забезпечує освітлення місцевості радіусом до 500 метрів протягом не менше 90 секунд.
34. ↑  Забезпечує загороджувальні шумові поміхи в діапазоні частот від 1,5 до 120 МГц протягом не менше 60 хвилин.
35. ↑  Отруйна речовина Р-33 (VX).
36. ↑  Отруйна речовина Р-35 (зарин).
37. ↑  Отруйна речовина Р-55 (зоман).
38. ↑  Снаряд є імітатором повітряної цілі, спорядженим хибною тепловою ціллю типу «Дрозд».
39. ↑  Снаряд є імітатором повітряної цілі, спорядженим хибною тепловою ціллю типу «Дієз».
40. ↑  Снаряд є імітатором повітряної цілі, спорядженим радіолокаційним відбивачем.